# Arhyssus punctatus
Arhyssus punctatus är en insektsart som först beskrevs av Victor Antoine Signoret 1859.  Arhyssus punctatus ingår i släktet Arhyssus och familjen smalkantskinnbaggar. Inga underarter finns listade i Catalogue of Life.